# Paula Kohan
Paula Kohan (* 8. Mai 1980 in Argentinien) ist eine argentinische Schauspielerin und Modedesignerin.

## Leben
Paula Kohan wurde 1980 in Argentinien geboren. Bekannt wurde sie einem deutschen Publikum vor allem als Mora in der argentinischen Telenovela Soy Luna des Senders Disney Channel. Sowohl in der Serie als auch im richtigen Leben ist sie Modedesignerin. Sie ist gemeinsam mit Celeste Cid Inhaberin des Modelabels Cid Cohan.

## Filmografie
- 2011: El elegido (Fernsehserie)
- 2011: Familia para armar (Film)
- 2014–2015: Guapas (Fernsehserie)
- 2015: Abzurdah (Film)
- seit 2016: Soy Luna (Fernsehserie)